# ألكسيس رولاند
ألكسيس رولاند (بالإنجليزية: Alexis Roland)‏ هي متزلجة أمريكية، ولدت في 13 يونيو 1999.